# Grădiște

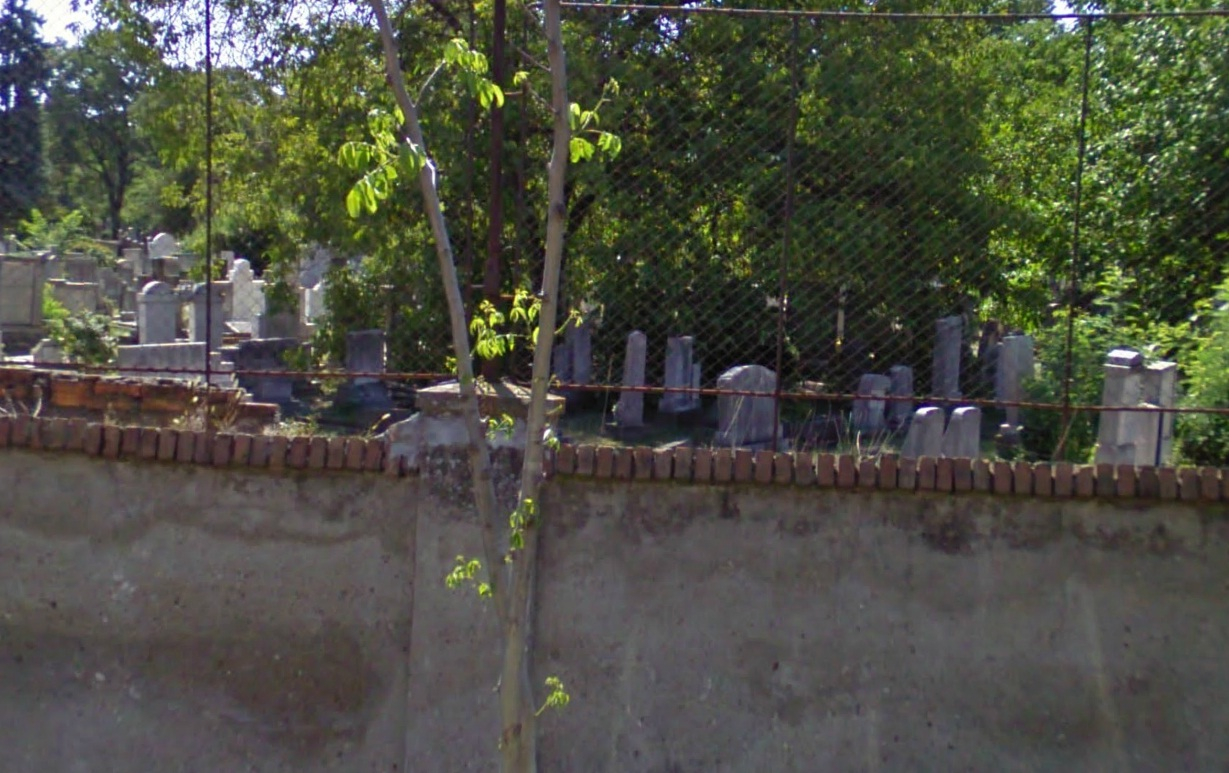
Cimitirul evreiesc vechi

Cartierul Grădiște (în maghiară Mosóczy) este unul dintre cartierele municipiului Arad, înființat în perioada interbelică. Aici se găsesc o serie de biserici, aparținând următoarelor culte: ortodox, romano-catolic, reformat, penticostal, baptist.
În Grădiște se află trei cimitire: unul creștin și două evreiești. În curtea Clădirii Sectorului II al Uzinei de Vagoane Astra din acest cartier se află bustul lui Ilie Pintilie .

## Lăcașuri de cult
- Biserica Baptistă din Cartierul Grădiște (1950)
- Biserica Romano-Catolică Cartierul Grădiște (1936)
- Biserica Penticostală Betania din Cartierul Grădiște
- Biserica Ortodoxă din Cartierul Grădiște (1940)
- Biserica Reformată din Cartierul Grădiște (1992)

## Cimitirul evreiesc-strada Toporașilor
- Mormântul lui Neumann Ede (1828-1900)
- Mormântul lui Neumann Alfred (1872-1930)
- Mormântul lui Chorin Aaron (1766-1844)

## Demografie
Populația este compusă din români (majoritatea), dar și un număr semnificativ de maghiari.

## Galerie

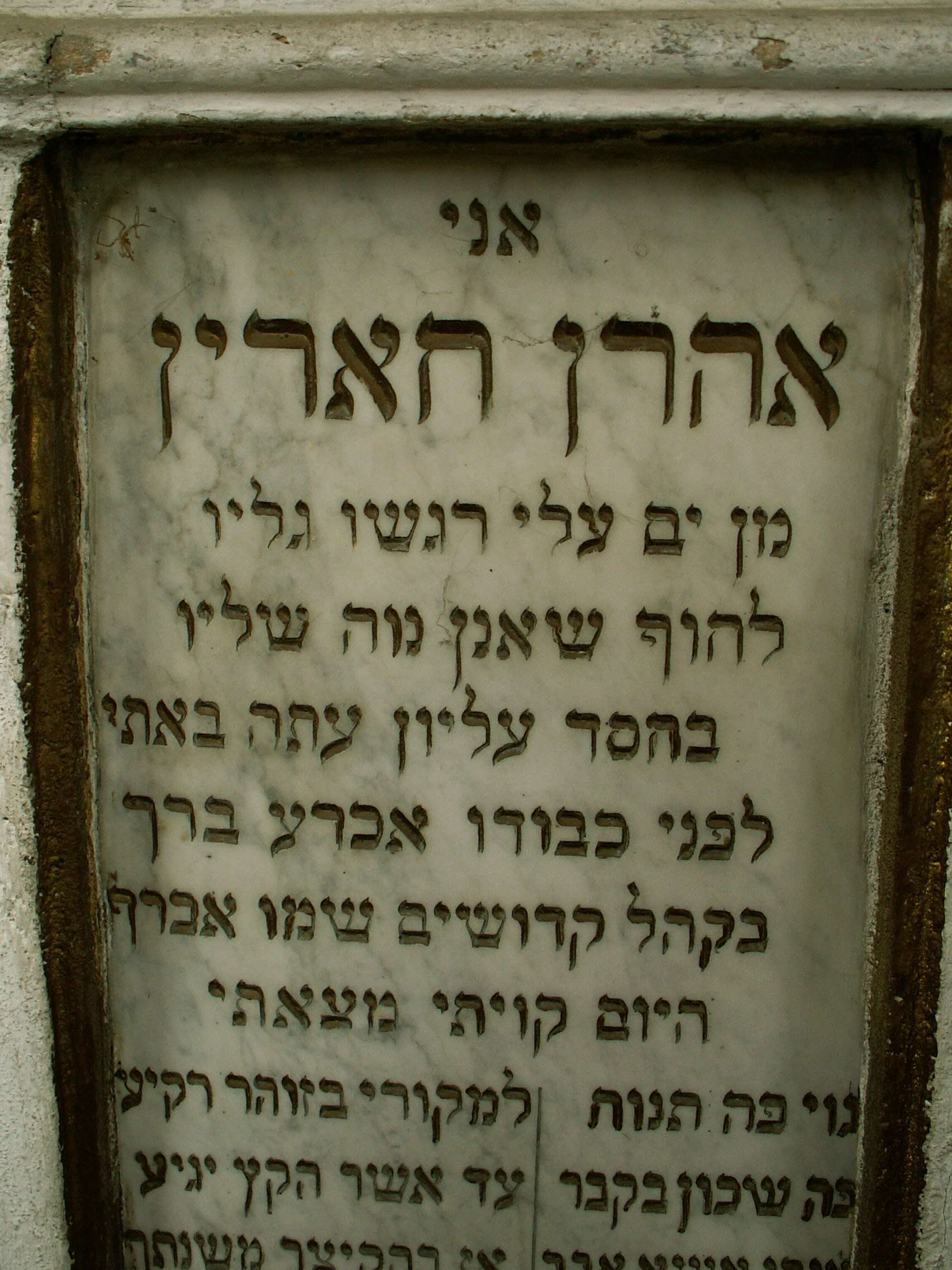
Inscriptie din Cimitirul evreiesc-strada Toporașilor
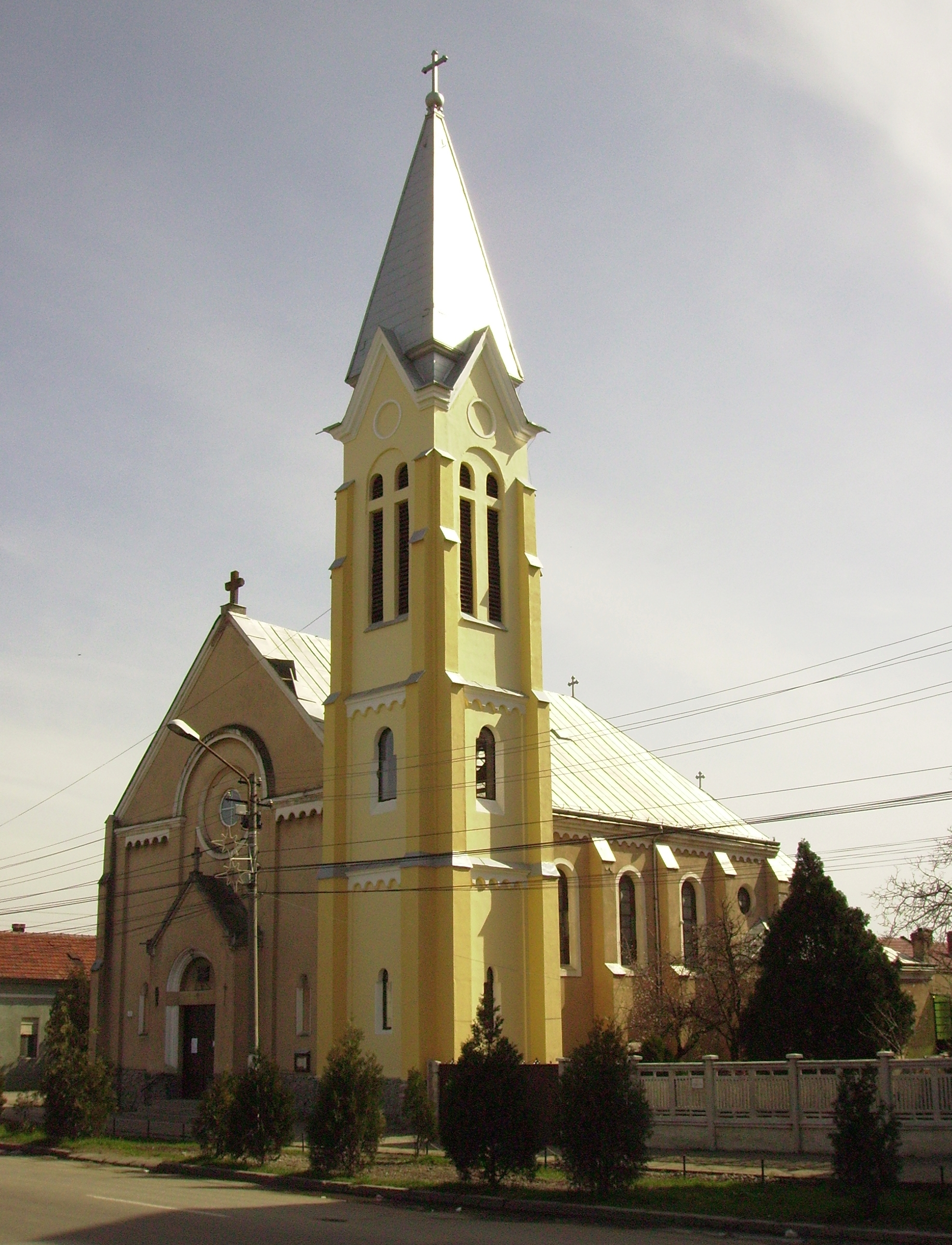
Biserica Romano-Catolică Cartierul Grădiște
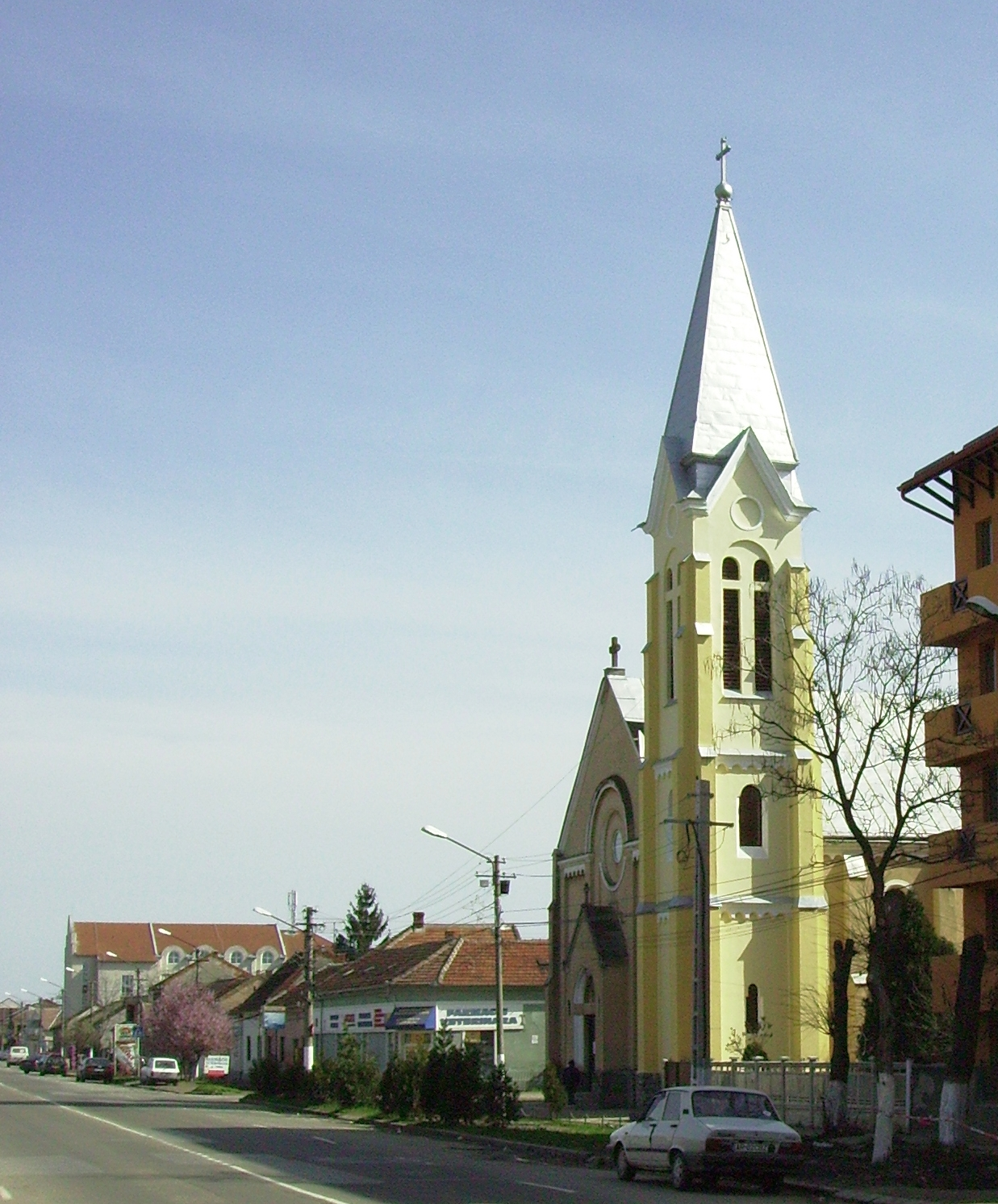
Biserica Romano-Catolică din Cartierul Grădiște
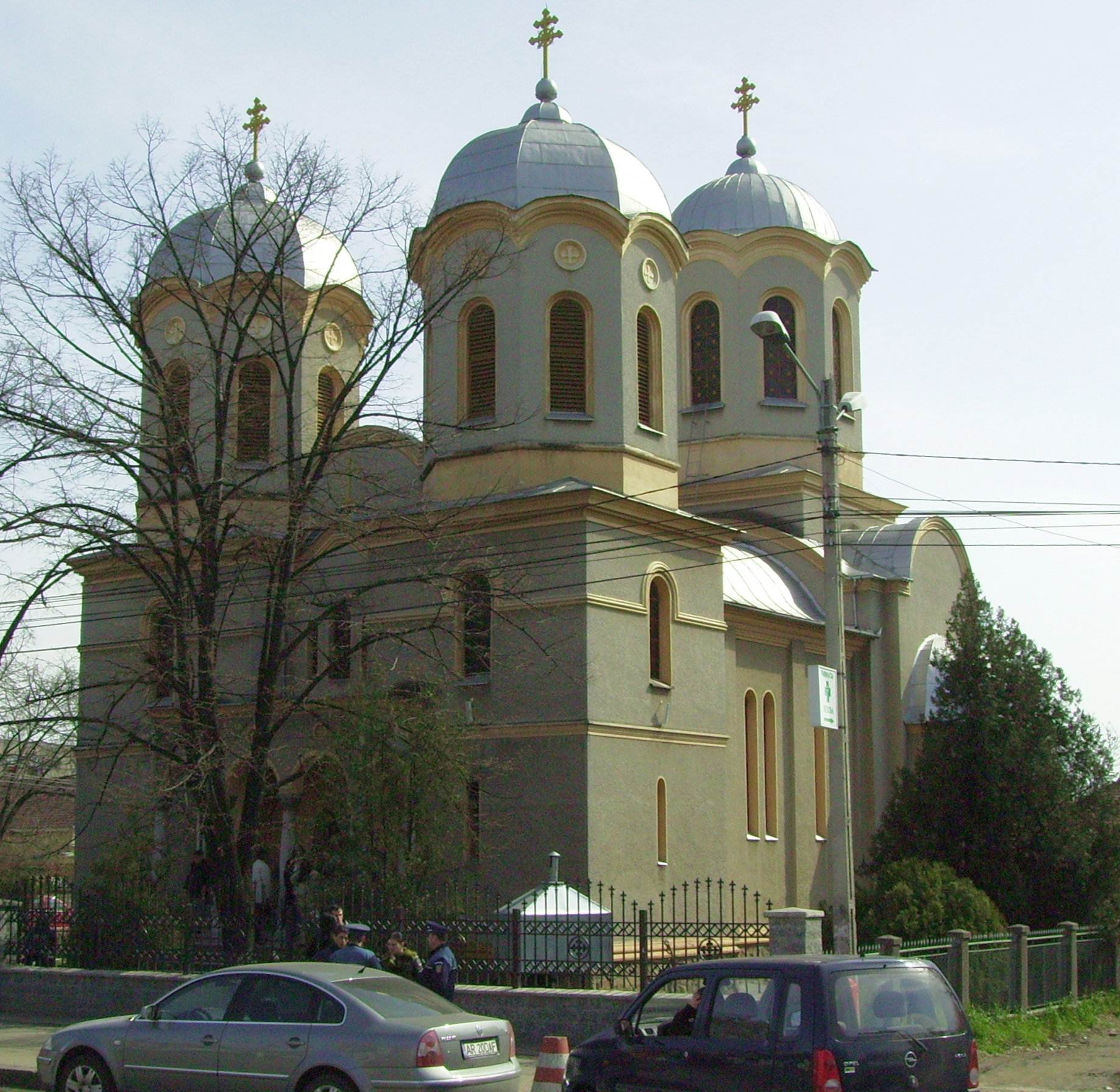
Biserica Ortodoxă din Cartierul Grădiște
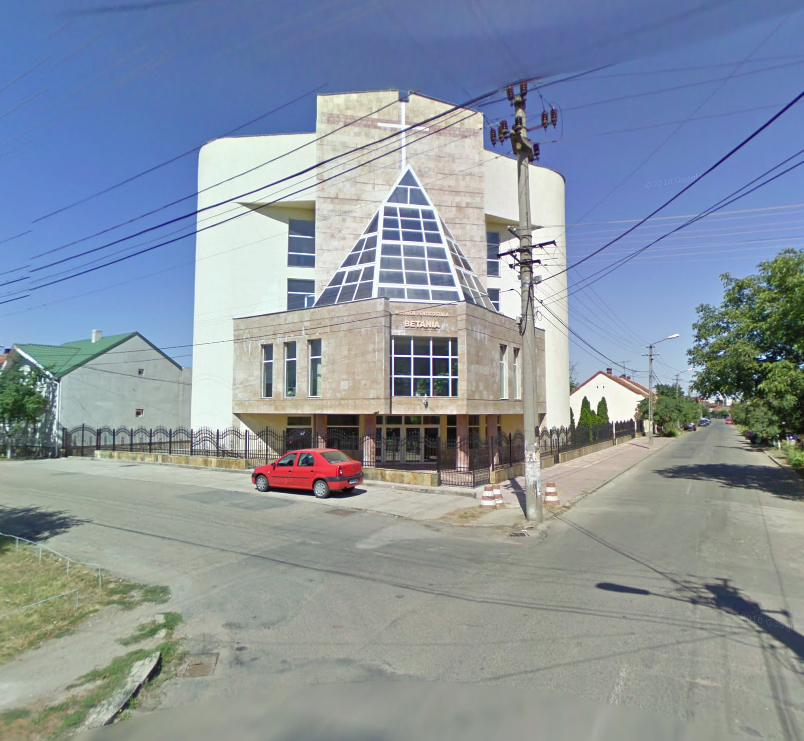
Biserica Penticostală Betania din Cartierul Grădiște
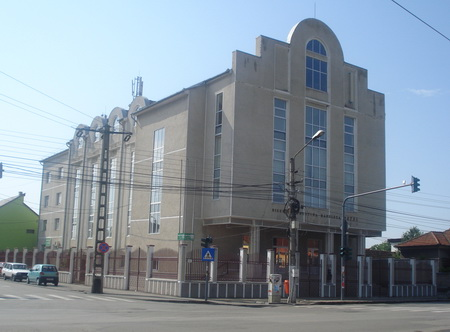
Biserica Baptistă Betel din Cartierul Grădiște
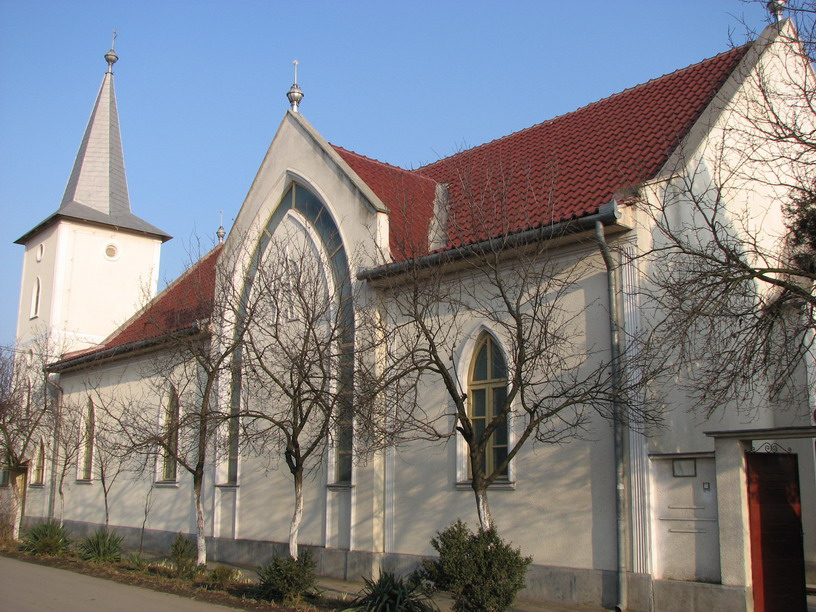
Biserica Reformată din Cartierul Grădiște
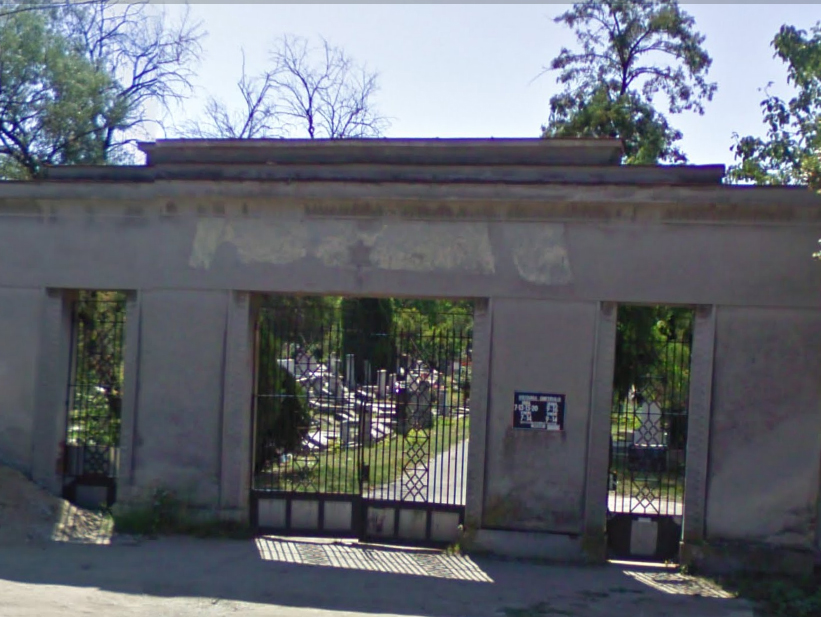
Cimitirul evreiesc-strada Toporașilor
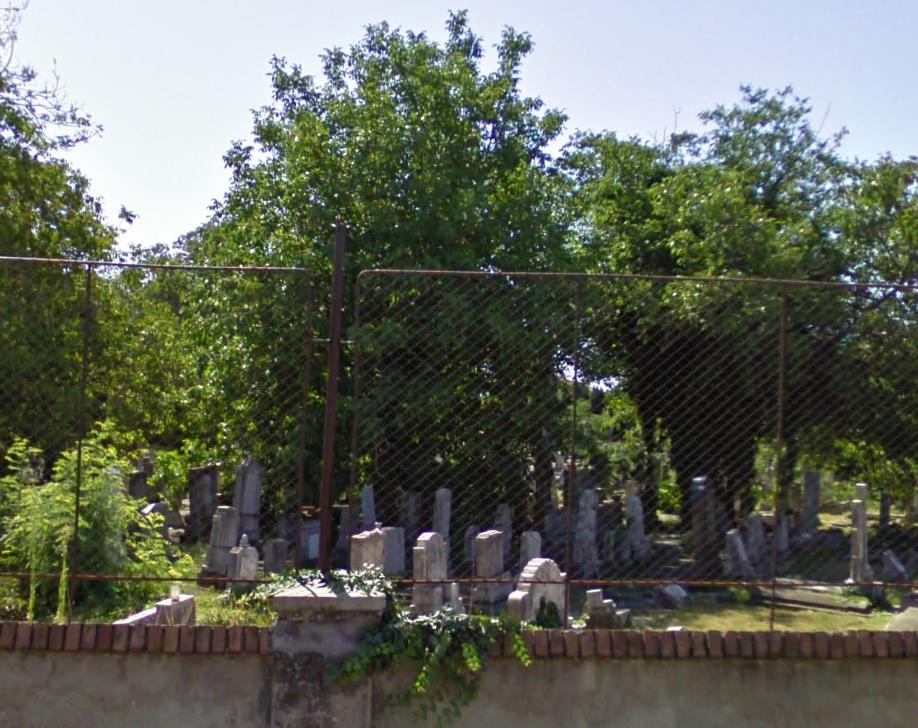
Cimitirul evreiesc-strada Toporașilor
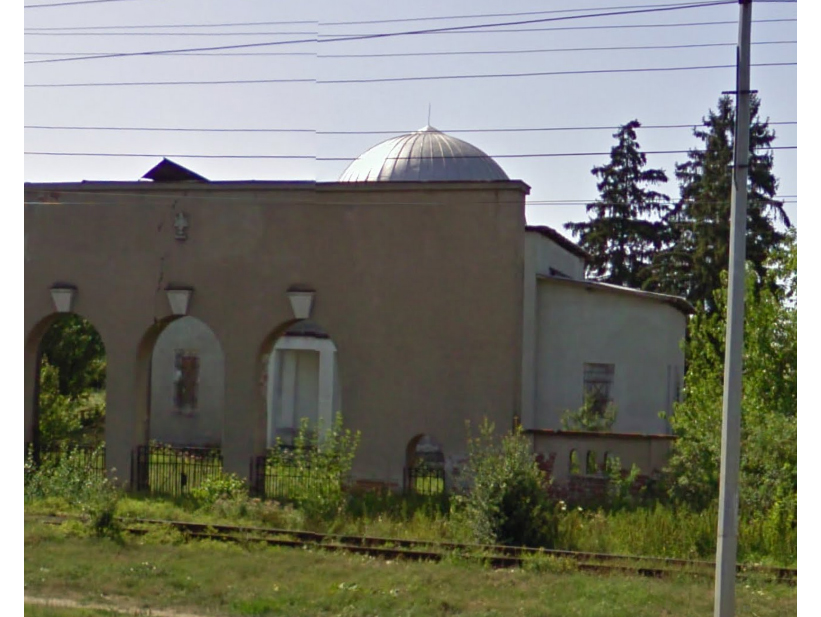
Cimitirul evreiesc-Calea Zimandului
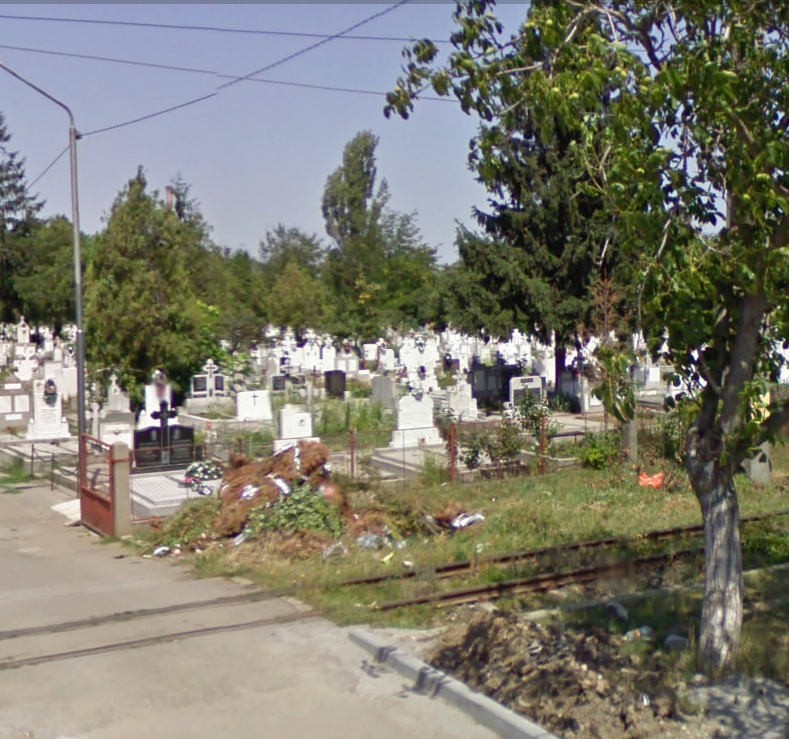
Cimitirul creștin-Calea Zimandului
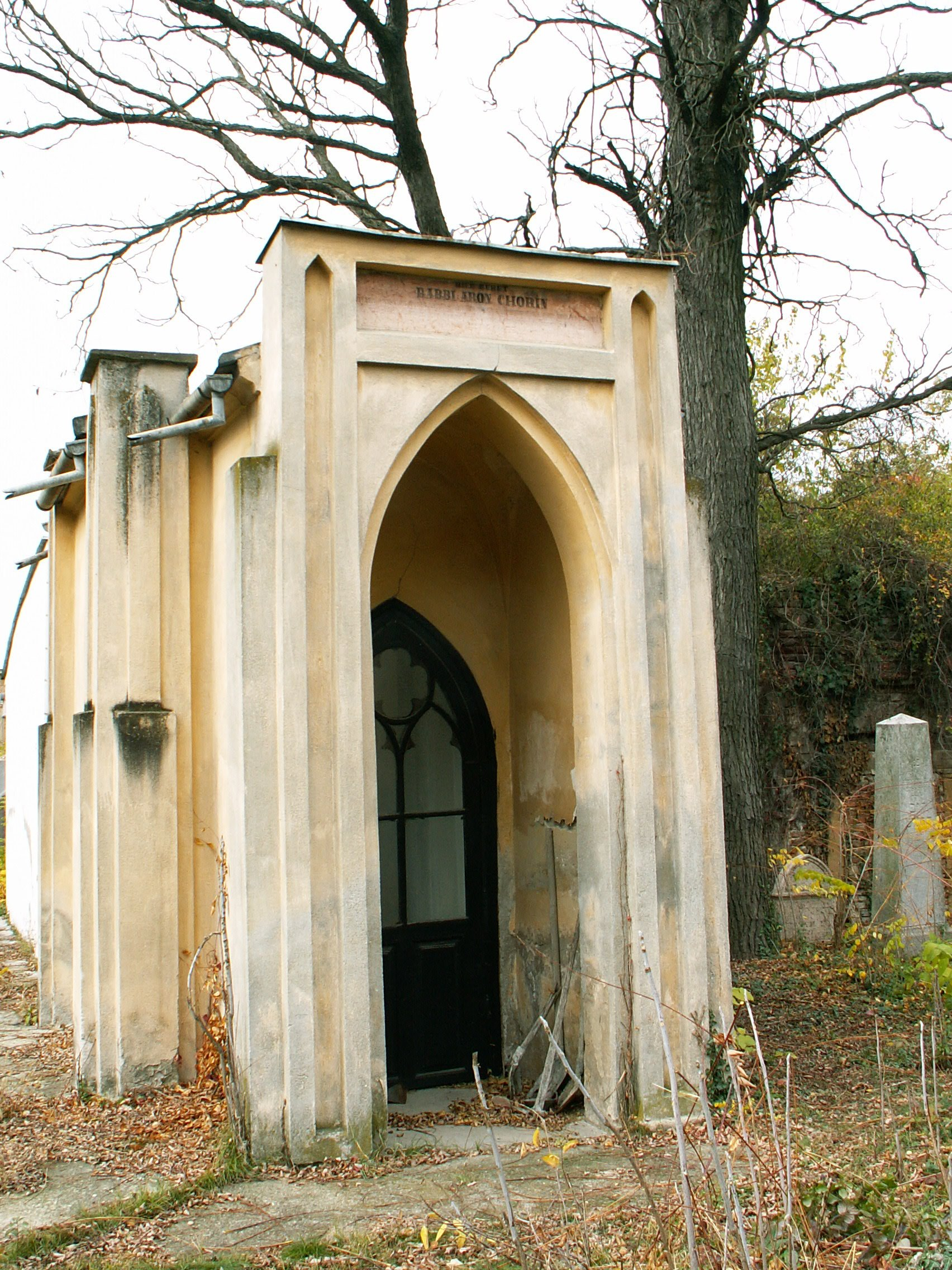
Cripta rabinului Chorin Aron
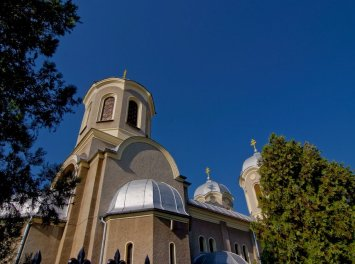
Biserica Ortodoxă din Cartierul Grădiște
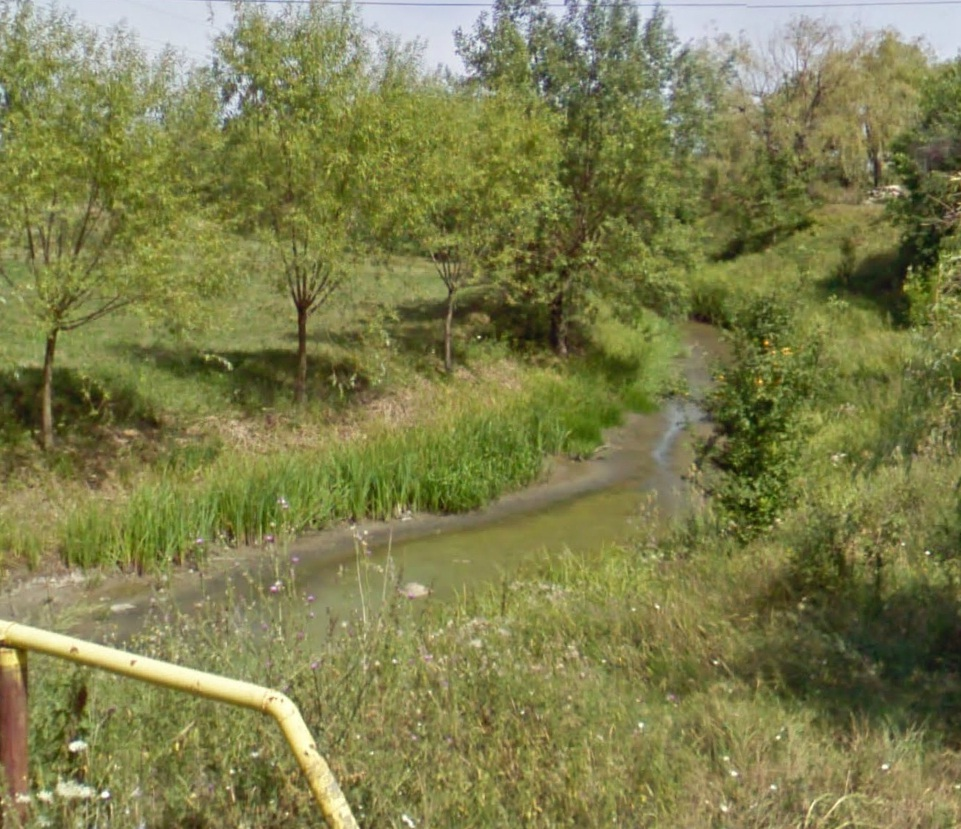
Pârâu în cartierul Grădiște
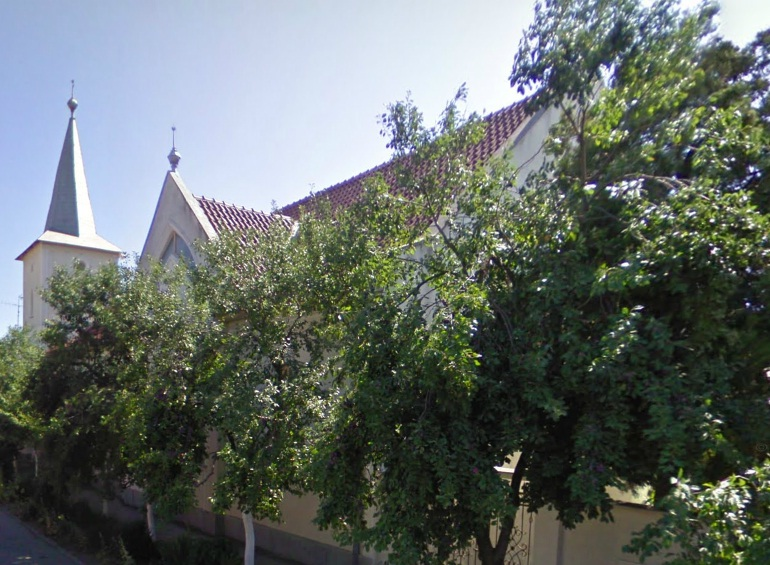
Biserica Reformată din Cartierul Grădiște
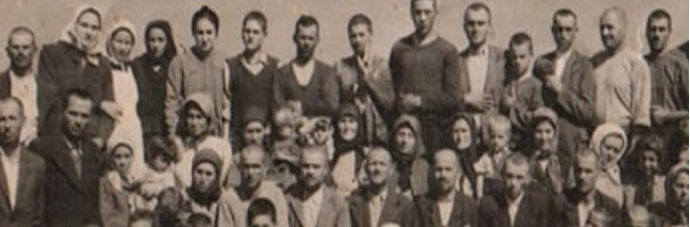
Comunitatea Penticostală din Grădiște pe la 1947